# Miami Playa

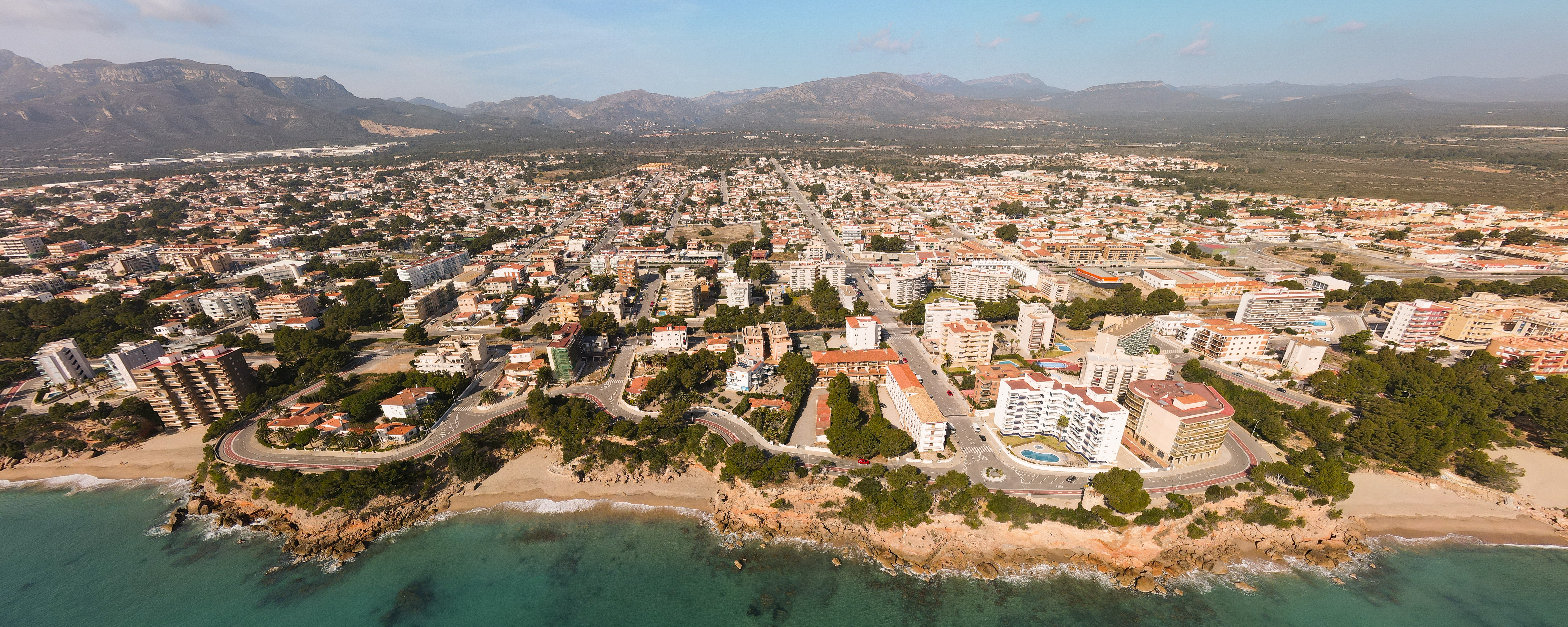
Miami Playa desde el Mar.

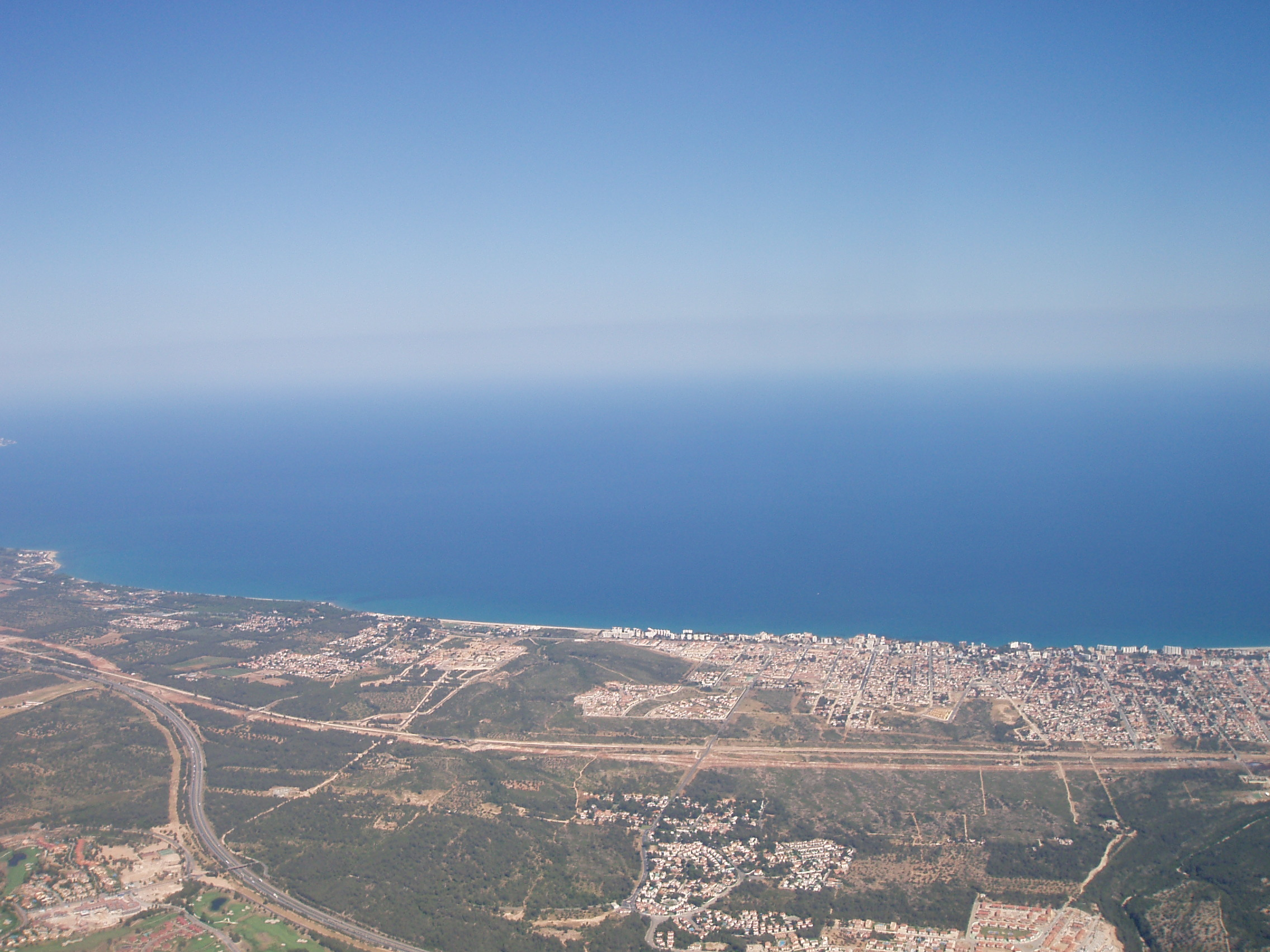
La mayor parte de Miami Playa está en la derecha, en la costa mediterránea. Las dos carreteras principales son la A-7 (Autovía del Mediterráneo) a través del centro, y la AP-7/E15 (Autopista del Mediterráneo) en la zona izquierda baja.

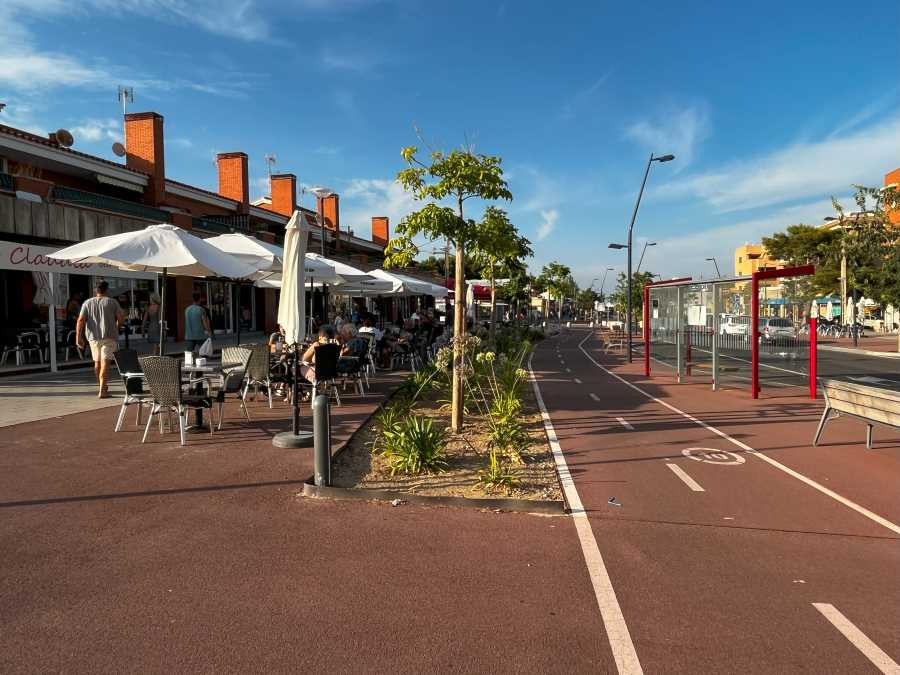
Zona centro de Miami playa a donde se encuentran todos los comercios, bares y servicios.

Miami Playa (en catalán Miami Platja) es un núcleo costero situado a unos 30 kilómetros al sur de Tarragona, en Cataluña, en el nordeste de España. Forma parte del municipio de Montroig, cuyo núcleo se halla a unos 20 kilómetros de distancia, aunque es contiguo al pueblo de Hospitalet del Infante, al otro lado del río Llastres. Consiste en gran medida en apartamentos y chalets alrededor de los cuales se han creado servicios hoteleros, de restauración y comerciales. Gran parte de su costa consiste en una serie de ensenadas pequeñas y arboladas.

## Historia e infraestructuras
Se empezó a construir en 1952 por iniciativa de Marcelino Esquius. Desde aquella fecha, el rápido ritmo de construcción y las urbanizaciones de lujo nacidas en su entorno han convertido a Miami en un pueblo con identidad propia. 
Está comunicado tanto por carretera (N-340), autovía (A-7 salida 1131) como por autopista (AP-7 salida 38) y por ferrocarril a través de la estación de Hospitalet del Infante. Cuenta con líneas de autobuses de cercanías y largo recorrido. El Aeropuerto de Reus  está a 25 km de la localidad.
Su eje central es la Avenida Barcelona (actual N-340), a partir del cual ha ido creciendo el núcleo de población. Actualmente, esta avenida está formada por varios edificios y locales, tanto de gastronomía como de pequeños comercios. 
En la zona de la costa, actualmente (finales del 2023) se están realizando trabajos a lo largo de la zona costera de la población, para alargar el paseo marítimo. La playa cristal es la única zona de paseo marítimo con bares, restaurantes, beach club además de la estación náutica. En algunas otras playas de la población se instalan chiringuitos durante los meses de verano. Es uno de los principales núcleos turísticos de la Costa Dorada.[cita requerida] Cuenta con calas y playas con bandera azul, destacando la Playa de Cristal y la Playa de l'estany Gelat, una zona con una pequeña laguna protegida por su biodiversidad. En su costa es posible disfrutar de deportes acuáticos como el paddle surf, snorkel y actividades diversas.

## Festividades
La Nacional o Festa de la N340, dentro del marco de las festas de Miami Playa, (Sant Jaume), convirtiéndose en el eje donde se reúne el pueblo en estas celebraciones. El primer sábado del mes de julio, se celebra la Fiesta Pirata.Una fiesta ideal para todas las edades.
A finales de marzo se celebra cada año la "Fira del vi" a donde las principales bodegas de la zona hacen catas y degustaciones de sus productos.

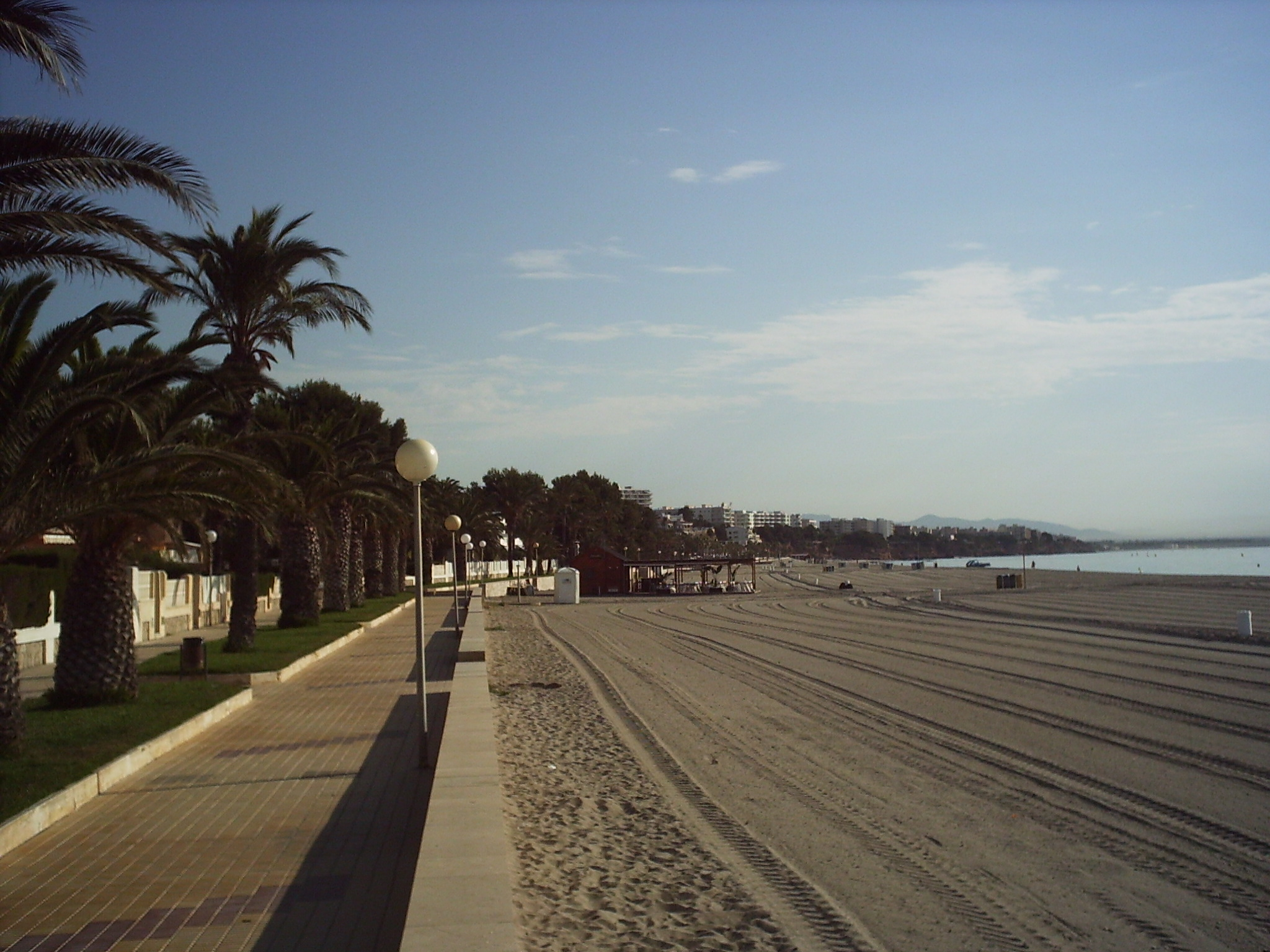
Miami playa

A finales del mes de julio se celebra en la playa el "Mar Musik Fest" el festival de música electrónica más grande de la Costa Dorada.[cita requerida]